# Faustin Sibeneicher
 Faustin Sibeneicher OFM (?- 1680), též Siebeneicher byl český františkán. Někdy od roku 1657 do roku 1670 byl lektorem filozofie na františkánských klášterních studiích v Praze u P.Marie Sněžné. Tato studia měla v řádu statut generálních a měla právo udělat akademické hodnosti díky spolupráci s pražskou univerzitou, kde Sibeneicher rovněž přednášel. V roce 1670 odchází do konventu v Olomouci, kde byl zvolen jako kvardián. Představeným v Olomouci byl do roku 1672, ale žil zde i nadále, v roce 1677 zde působil jako ředitel klášterního chóru. 
Zemřel 4. února 1680 v slezském Hlohově.